# Requin-marteau commun
Sphyrna zygaena
Espèce
Statut de conservation UICN

 VU A2bd : Vulnérable
Répartition géographique
Statut CITES
Le Requin-marteau commun ou Requin-marteau lisse (Sphyrna zygaena) est une espèce de poissons cartilagineux de la famille des Sphyrnidae.

## Description générale
Ce requin marteau a la particularité d’avoir le bord antérieur de la tête arrondi, ce qui l’écarte un peu de la forme d’un marteau. De plus sa bouche est largement arquée. Il atteint rarement 5 m de long pour 400 kg. Il est de couleur gris olive ou gris foncé sur le dessus, blanche en dessous, et noire au niveau des extrémités des nageoires pectorales. Si les vieux individus sont assez solitaires, les jeunes sont souvent en grands regroupements de centaines d'individus, parfois proches du bord.

## Alimentation
Ce prédateur préfère se nourrir de petits requins, de raies, notamment pastenagues, mais s'alimente également de poissons osseux, de crevettes et crabes, et de céphalopodes.

## Reproduction
Le requin-marteau commun est vivipare, c'est-à-dire que l'embryon se développe in utero et est nourri par une poche placentaire. La période de gestation dure de 10 à 11 mois. Les portées peuvent varier de vingt à cinquante individus. À la naissance, les bébés requins mesurent de 49 à 63 cm. La maturité sexuelle est atteinte quand les individus atteignent une taille d'environ 2,5 mètres pour les mâles et les femelles. Les mâles sont matures à 9 ans, les femelles sont matures à 15 ans. La longévité du requin-marteau commun peut atteindre 25 ans.

## Distribution et habitat écologique
C’est un requin cosmopolite, largement répandu dans les mers tempérées, tropicales et subtropicales du globe. On le retrouve généralement dans des profondeurs variant de 0 à 200 m. Il s’observe plus facilement dans le Golfe de Guinée durant la saison froide (décembre à mai) et notamment vers le Sénégal. Au contraire, il migre vers le nord en été. Cela a sûrement un lien avec un cycle migratoire reproducteur et alimentaire.

## Usages, pressions et conservation
Il est parfois associé (rarement justement) à des attaques envers l’Homme. Dans le documentaire, Le Monde sans soleil de Jacques-Yves Cousteau, deux scaphandriers doivent interrompre leurs expériences aquatiques et revenir dans leur sous-marin en réaction à la menace d'un requin-marteau. L'espèce fait l’objet de pêche de régulation. Elle est recherchée en elle-même sinon pour consommation, du moins pour utilisation de ses nageoires en cuisine traditionnelle et médicale asiatique, et pour sa peau à transformer en cuir. Comme de nombreux autres requins, le squalène (huile stockée dans le foie de l'animal et jouant un rôle locomoteur et de flottaison majeur) est parfois récupéré pour des usages cosmétiques, alimentaires voire médicaux (notamment dans des vaccins,). Il est considéré par l'UICN comme étant une espèce vulnérable à l'échelle mondiale.